# Guantao
Der Kreis Guantao (chinesisch 館陶縣 / 馆陶县, Pinyin Guǎntáo Xiàn) ist ein Kreis in der chinesischen Provinz Hebei. Er gehört zum Verwaltungsgebiet der bezirksfreien Stadt Handan. Guantao hat eine Fläche von 450,4 km² und zählt 309.032 Einwohner (Stand: Zensus 2010).